# Протиторпедний блістер

Конструкція протиторпедного блістера

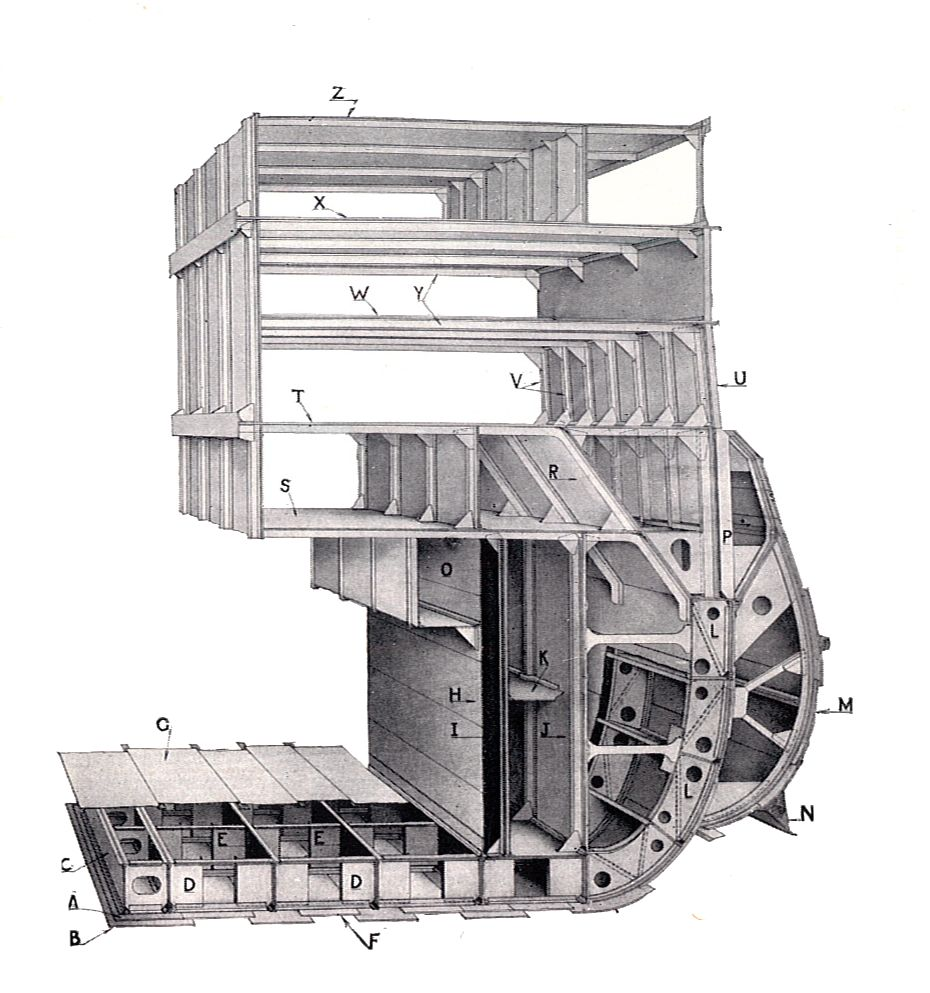
Набір супердредноута Royal Sovereign: M — блістер, N — скуловий кіль

Протиторпедний блістер, буль (англ. anti-torpedo bulge) — форма пасивного захисту надводних військових кораблів проти торпед у вигляді поздовжньої порожнини на корпусі. Протиторпедні булі застосовувались у конструкціях великих надводних кораблів — авіаносців, лінкорів і крейсерів) у період Першої та Другої світової війн.
Булі віддаляють центр вибуху міни чи торпеди від життєво важливих частин корабля. Конструктивно складаються з опуклих накладок, розташованих на рівні ватерлінії та нижче протяжністю до 2/3 довжини корабля. Зазвичай всередині блістера від зовнішнього борту до корпусу корабля розміщуються:
 — камери розширення — порожні відсіки, які дають змогу вибуховим газам розширитись і зменшити свій тиск;
 — камери поглинання — відсіки, частково заповнені водою, нафтою або особливими наповнювачами, які поглинають залишкову енергію вибуху;
 — фільтраційні камери — перешкоджають потраплянню води всередину корабля.
Зовнішня обшивка булів робиться максимально легкою, щоб під час підводного вибуху не утворились осколки, здатні пробити внутрішній борт, який виготовляється з в'язкої міцної сталі.
Попри всі свої позитивні якості, булі мають суттєві недоліки: збільшують водотоннажність та погіршують мореплавні якості корабля.
У півторакорпусних підводних човнах роль булів відіграє легкий корпус, який кріпиться до основного міцного каркаса. У булях розмішують цистерни головного водяного баласту та палива.

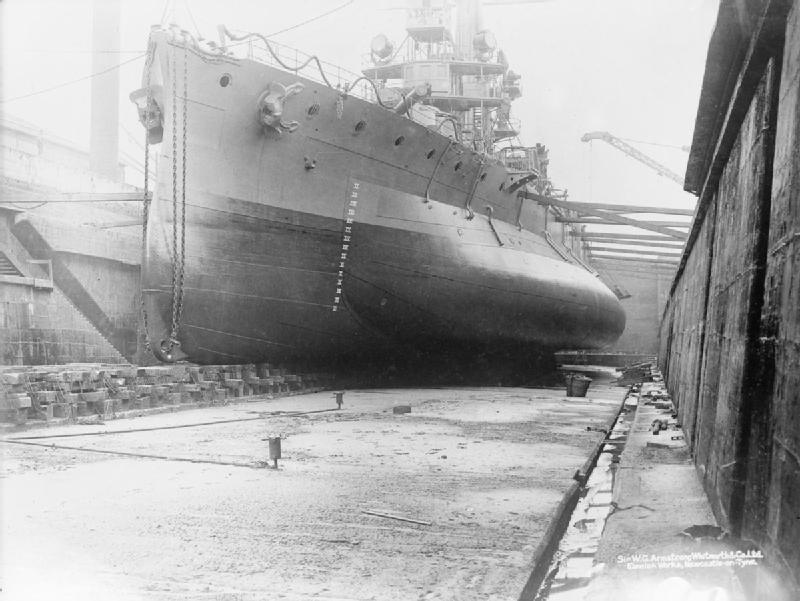
Булі на кораблі берегової оборони HMS Glatton, близько 1914—1918